# Maylandia livingstonii
Espèce
Synonymes
- Tilapia livingstonii Boulenger, 1899
- Metriaclima livingstonii (Boulenger, 1899)
- Pseudotropheus livingstonii (Boulenger, 1899)
- Pseudotropheus livingstoni (Boulenger, 1899)
- Tilapia livingstonei Boulenger, 1899
- Tilapia livingstoni Boulenger, 1899[1]

Statut de conservation UICN

 LC  : Préoccupation mineure
Maylandia livingstonii est une espèce de poisson d'eau douce de la famille des cichlidae endémique du lac Malawi et lac Malombe en Afrique. Cette espèce de cichlidae est conchylicole pratiquant le camouflage et la reproduction aux abords des coquilles d'escargots morts.

## Variétés géographiques
Au moins deux variétés géographiques sont connues :
- Maylandia "Livingstonii Likoma"
- Maylandia "Livingstonii Ngara"

## Taille
Cette espèce mesure adulte une taille maximale avoisinant les 8 centimètres.

## Dimorphisme
Même adulte cette espèce de cichlidae n'est pas toujours aisément différentiable. Souvent le mâle est légèrement plus grand et d'aspect plus affirmé (robuste).

## Reproduction
Cette espèce est incubatrice buccale ovophile maternelle, les femelles gardent les œufs, larves et tout jeunes alevins environ 17 jours.

## Statut IUCN
L'Union internationale pour la conservation de la nature IUCN place cette espèce en "Préoccupation Mineur" (LC) : "Présent dans les Lacs Malawi et Malombe où il est répandu sans grandes menaces généralisées identifiés"

## Maintenance
Il est impératif de maintenir cette espèce et le genre Maylandia seul ou en compagnie d'autres espèces, d'autres genres, mais de provenance similaire (lac Malawi), afin d'éviter toute facilité de croisement.

## Bibliothèque
- Guide to Malawi Cichlids, par Ad Konings; Aqualog Verlag GmbH (janvier 1997);  (ISBN 3-9805605-3-8);  (ISBN 978-3-9805605-3-5)
- Konings' Book of Cichlids and All the Other Fishes of Lake Malawi, par Konings; Publications (juillet 1991);  (ISBN 0-86622-527-7);  (ISBN 978-0-86622-527-4)
- Ad Konings - Les Cichlidés du Malawi dans leur milieu naturel - 3e édition - Cichlid Press
- L. Lamoureux - Pseudotropheus livingstonii (Boulenger, 1899) - RFC n°82, octobre 88
- W. Deproost -Pseudotropheus livingstonii (Boulenger, 1899) - RFC n°43, p 20, novembre 1984